# Praia dos Beijinhos
Praia dos Beijinhos.
A Praia dos Beijinhos é uma pequena praia marítima na área urbana da Póvoa de Varzim, localizada entre a Praia Verde e a Praia da Lagoa. A Praia dos Beijinhos é uma praia algo frequentada de areia branca protegida por penedos.
Na Praia dos Beijinhos é usual encontrar conchas de moluscos chamados Beijinhos, nome vulgar da espécie Trivia monacha, resultante da sua forma de lábios e que acabou por dar o nome à praia.